# 1811 en chimie
Cet article présente les faits marquants de l'année 1811 en chimie.

## Évènements

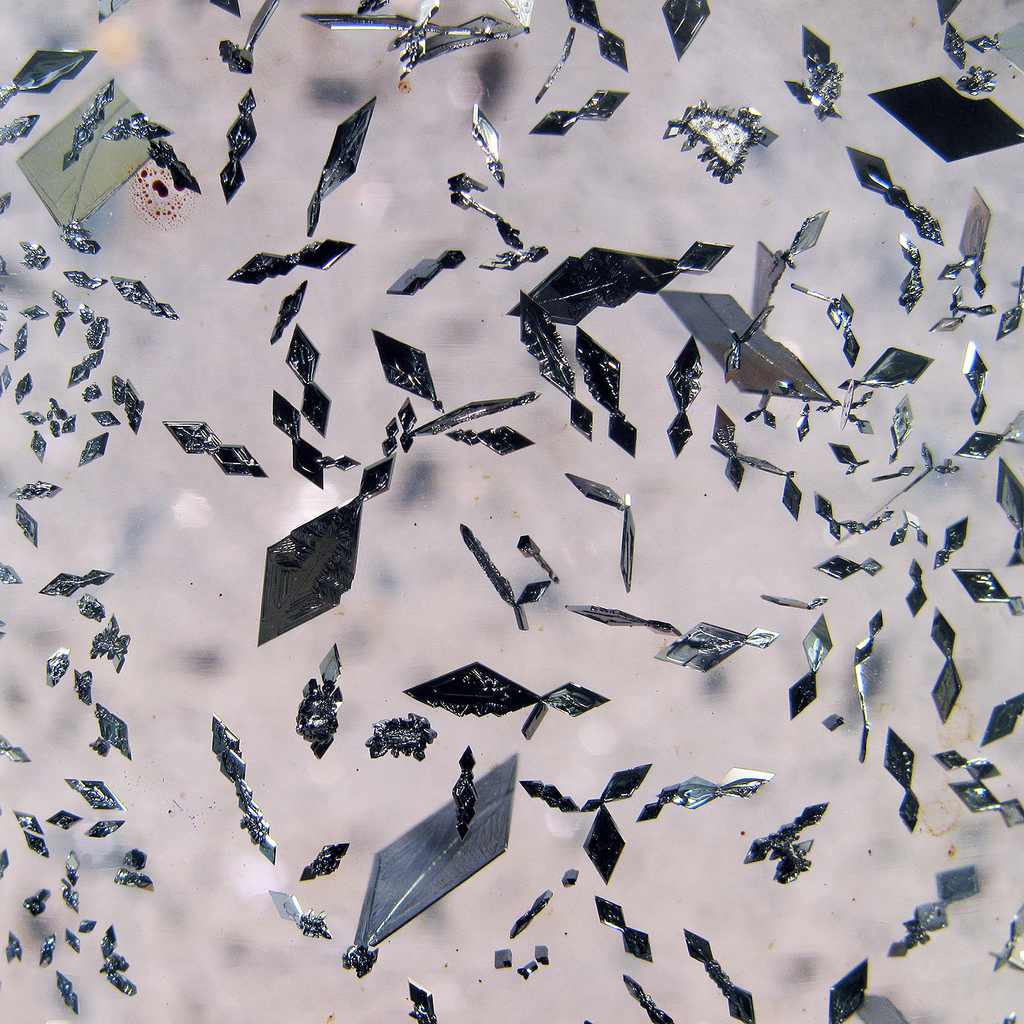
Cristaux d'iode formés par condensation.

- Octobre : le Journal de physique publie un Essai sur la nomenclature chimique  du chimiste suédois Jöns Jacob Berzelius, qui élabore un système de classification et de symboles chimiques[1].
- Le salpêtrier Bernard Courtois découvre fortuitement l'iode en traitant des cendres de varech par l'acide sulfurique[2],[3].
- Juillet : le Journal de physique publie un Essai d'une manière de déterminer les masses relatives des molécules élémentaires des corps, et les proportions selon lesquelles elles entrent dans ces combinaisons, mémoire du chimiste et physicien italien Amedeo Avogadro, qui développe la loi qui porte son nom ; il établit la distinction entre molécules et atomes en postulant que tous les gaz considérés dans les mêmes conditions de température et de pression renferment, à volumes égaux, le même nombre de molécules[4],[5].

## Publications
- Joseph Louis Gay-Lussac et Louis Jacques Thénard : Recherches Physico-Chimiques, faites sur la pile ; sur la préparation chimique et les propriétés du potassium et du sodium ; sur la décomposition de l'acide boracique ; sur les acides fluorique, muriatique et muriatique oxigéné ; sur l'action chimique de la lumière ; sur l'analyse végétale et animale, etc.[6]

## Naissances
- 24 février : Eugène-Melchior Péligot (mort en 1890), chimiste français.
- 31 mars : Robert Wilhelm Bunsen (mort en 1899), chimiste allemand.
- 5 mai[7] : John William Draper (mort en 1882), scientifique, philosophe, médecin, chimiste, historien et photographe américain d'origine anglaise.
- 11 mai[8] : Théodore Nicolas Gobley (mort en 1876), chimiste français.
- 11 juillet : William Grove (mort en 1896), avocat et chimiste amateur britannique.

## Décès
- 1er février : Jean-Philippe de Limbourg (né en 1726), médecin et chimiste belge.